# Ranipur
Ranipur é uma cidade e uma nagar panchayat no distrito de Jhansi, no estado indiano de Uttar Pradesh.

## Geografia
Ranipur está localizada a 25° 15′ N, 79° 04′ L. Tem uma altitude média de 205 metros (672 pés).

## Demografia
Segundo o censo de 2001, Ranipur tinha uma população de 18,029 habitantes. Os indivíduos do sexo masculino constituem 53% da população e os do sexo feminino 47%. Ranipur tem uma taxa de literacia de 59%, inferior à média nacional de 59,5%: a literacia no sexo masculino é de 70% e no sexo feminino é de 45%. Em Ranipur, 16% da população está abaixo dos 6 anos de idade.